# Omphale purpurea
Omphale purpurea är en stekelart som beskrevs av Christer Hansson 1996. Omphale purpurea ingår i släktet Omphale och familjen finglanssteklar. Inga underarter finns listade i Catalogue of Life.